# Euphorbia dentata
Euphorbia dentata Michx. es una especie fanerógama perteneciente a la familia Euphorbiaceae. 

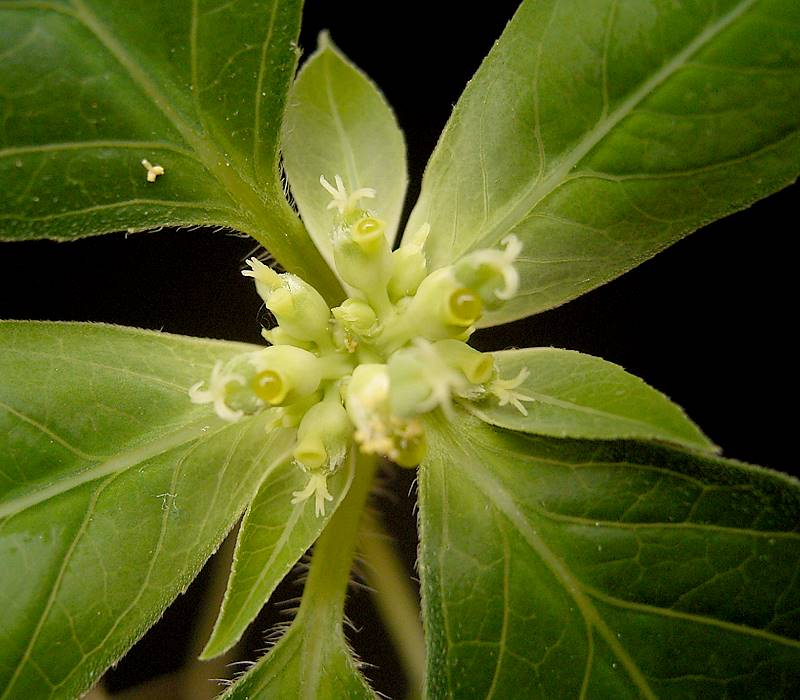
Detalle del ciatio

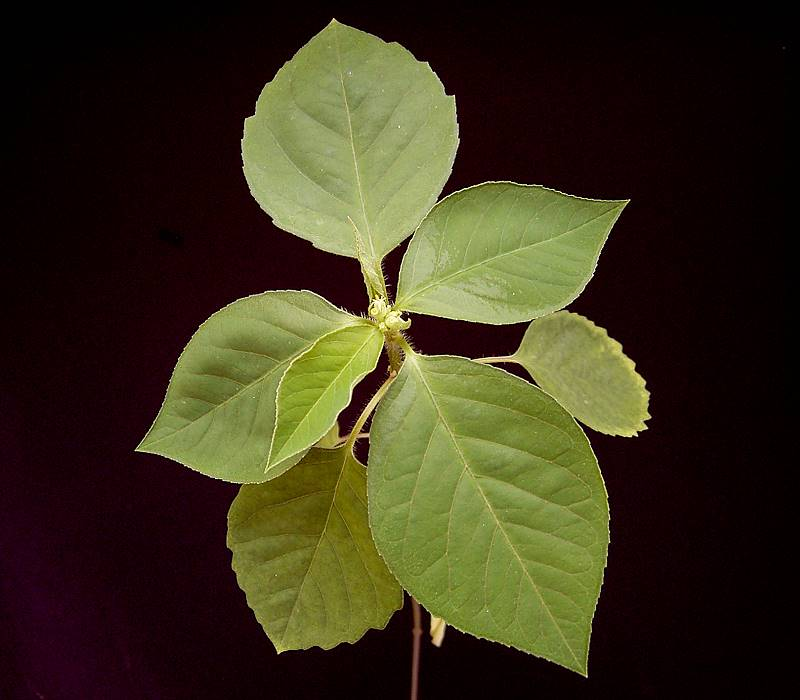
Hojas

## Distribución
Es nativo de partes de Norteamérica y Sudamérica, y está presente en otros lugares en los continentes. Se trata de una maleza nociva en algunas zonas. 

## Descripción
Esta es una hierba anual peludo con un tallo erecto que alcanza de 20 a 50 centímetros de altura.  Sus hojas globosas son de unos centímetros de largo,  en forma de lanza, y, en general, dentadas. La inflorescencia aparece al final de las ramas y contienen estambres de color crema o amarillento, las flores de pocos milímetros de ancho.  El fruto es una cápsula en forma de lóbulo esférico o en forma de corazón de alrededor de medio centímetro de ancho que contiene semillas redondeadas.

## Taxonomía
Euphorbia dentata fue descrita por André Michaux y publicado en Flora Boreali-Americana 2: 211. 1803.
Etimología
Euphorbia: nombre genérico que deriva del médico griego del rey Juba II de Mauritania (52 a 50 a. C. - 23), Euphorbus, en su honor – o en alusión a su gran vientre –  ya que usaba médicamente Euphorbia resinifera. En 1753 Carlos Linneo asignó el nombre a todo el género.
dentata: epíteto latino que significa "con dientes".
Sinonimia
- Anisophyllum dentatum (Michx.) Haw.
- Euphorbia aureocincta Croizat
- Euphorbia cuphosperma (Engelm.) Boiss.
- Euphorbia dentata forma cuphosperma (Engelm.) Fernald
- Euphorbia dentata var. cuphosperma Engelm.
- Euphorbia dentata var. lancifolia Farw.
- Euphorbia dentata var. lasiocarpa Boiss.
- Euphorbia dentata var. linearis Engelm. ex Boiss.
- Euphorbia dentata var. rigida Engelm.
- Euphorbia fontanesii Steud.
- Euphorbia herronii Riddell
- Euphorbia purpureomaculata T.J.Feng & J.X.Huang
- Poinsettia cuphosperma (Engelm.) Small
- Poinsettia dentata (Michx.) Klotzsch & Garcke
- Poinsettia schiedeana Klotzsch & Garcke[4][5][6]